# Giacomo Caputo (militare)
Giacomo Caputo (Galatone, 27 luglio 1892 – Catania, 17 giugno 1936) è stato un militare italiano.

## Biografia
Giacomo Caputo, nato da Luigi e Anna Fusaro, fu insignito, con concessione n. 18369, della Medaglia d'oro al valor militare vivente il 22 dicembre 1911.
Volontario a diciassette anni nel 10º reggimento fanteria, passò per tutti i gradi di truppa e fu nominato sergente il 31 gennaio 1911. Il 1º ottobre di quell’anno ottenne di essere assegnato al 68º reggimento, che era destinato in Libia, per la guerra contro la Turchia.
Il reggimento salpò da Napoli il 21 ottobre, sbarcò a Bengasi il 23 successivo e fu impiegato nella difesa della piazza eseguendo ardite ricognizioni verso il campo nemico. 
Il 22 dicembre alle ore 2, i turchi attaccarono di sorpresa la ridotta 3 ed il fortino B della cintura di sicurezza riuscendo, col favore della notte, a giungere, inosservati, sotto la piccola opera; ma vennero respinti dalla fucileria e costretti a ripiegare con gravi perdite.
Alle ore 19 dello stesso giorno, il fortino A, il cui presidio era comandato dal sergente Giacomo Caputo, venne improvvisamente attaccato.
Colto di sorpresa e nonostante la fitta oscurità nella quale i soldati dovevano muoversi il presidio affrontò validamente il nemico. Il sergente Caputo fu l’anima della resistenza eroica. Ferito una prima volta al viso e grondante sangue continuò a sparare e a dirigere l’azione con calma ed esemplare coraggio.
Ferito una seconda volta ed impossibilitato a far uso delle armi, con virile coraggio rimase al suo posto incitando gli uomini al combattimento e distribuendo ad essi le munizioni finché il nemico fu costretto a ritirarsi.
Guarito delle ferite riportate e congedato il 30 novembre 1912, fu per qualche tempo insegnante di educazione fisica, in particolare di scherma.
Durante la guerra 1915-18, partecipò alle operazioni svoltesi su vari fronti col 47º reggimento.
A Caputo è intitolata la sezione di Galatone dell’Associazione Nazionale Sottoufficiali d’Italia - Sezione “Giacomo CAPUTO Medaglia d’Oro al V.M.”, ed una strada della cittadina pugliese.

## Galleria d'immagini

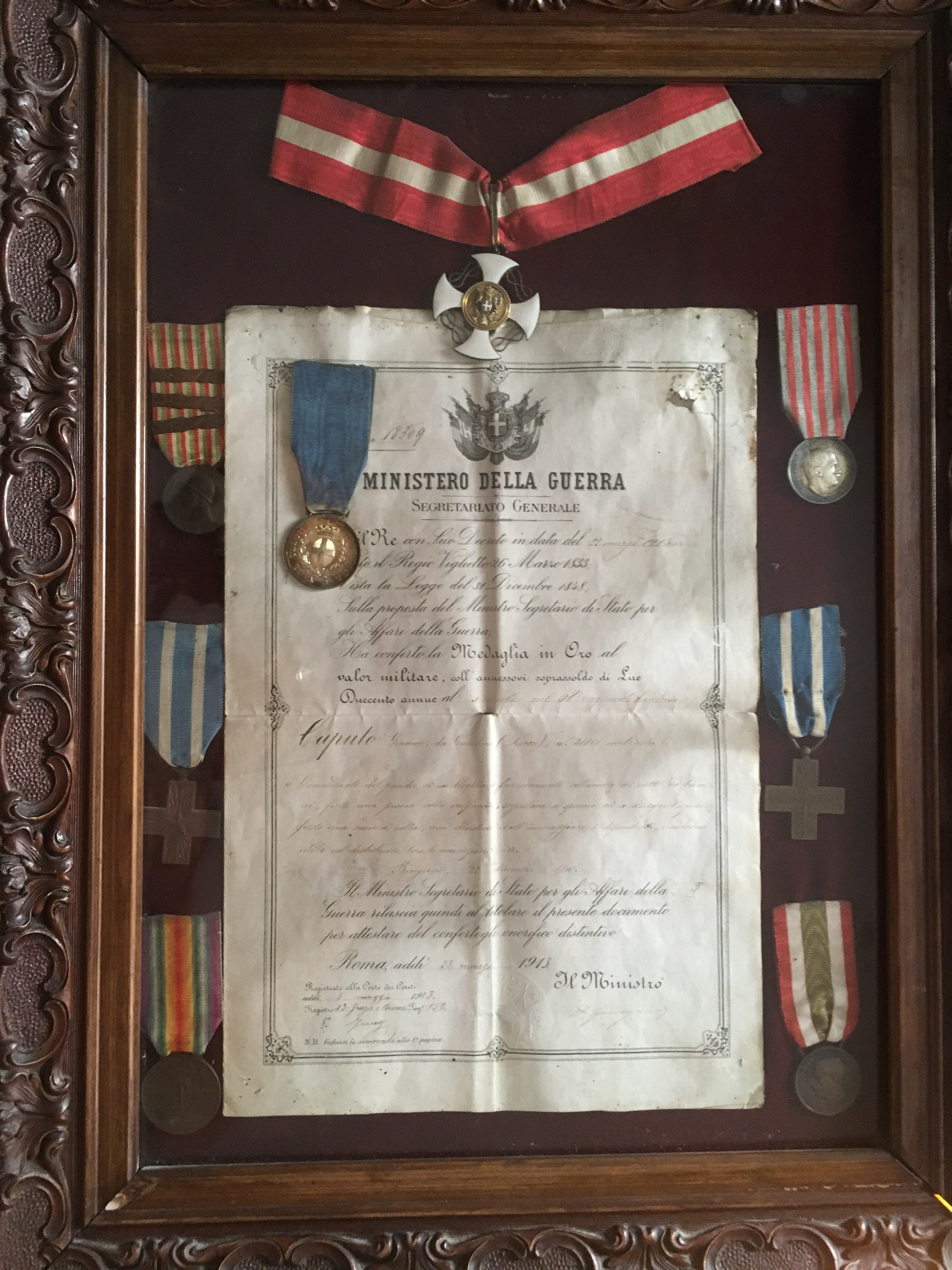
L'attestato originale del Ministero della Guerra relativo al conferimento dell'alta onorificenza. Oggi esposto presso l'abitazione privata del nipote.
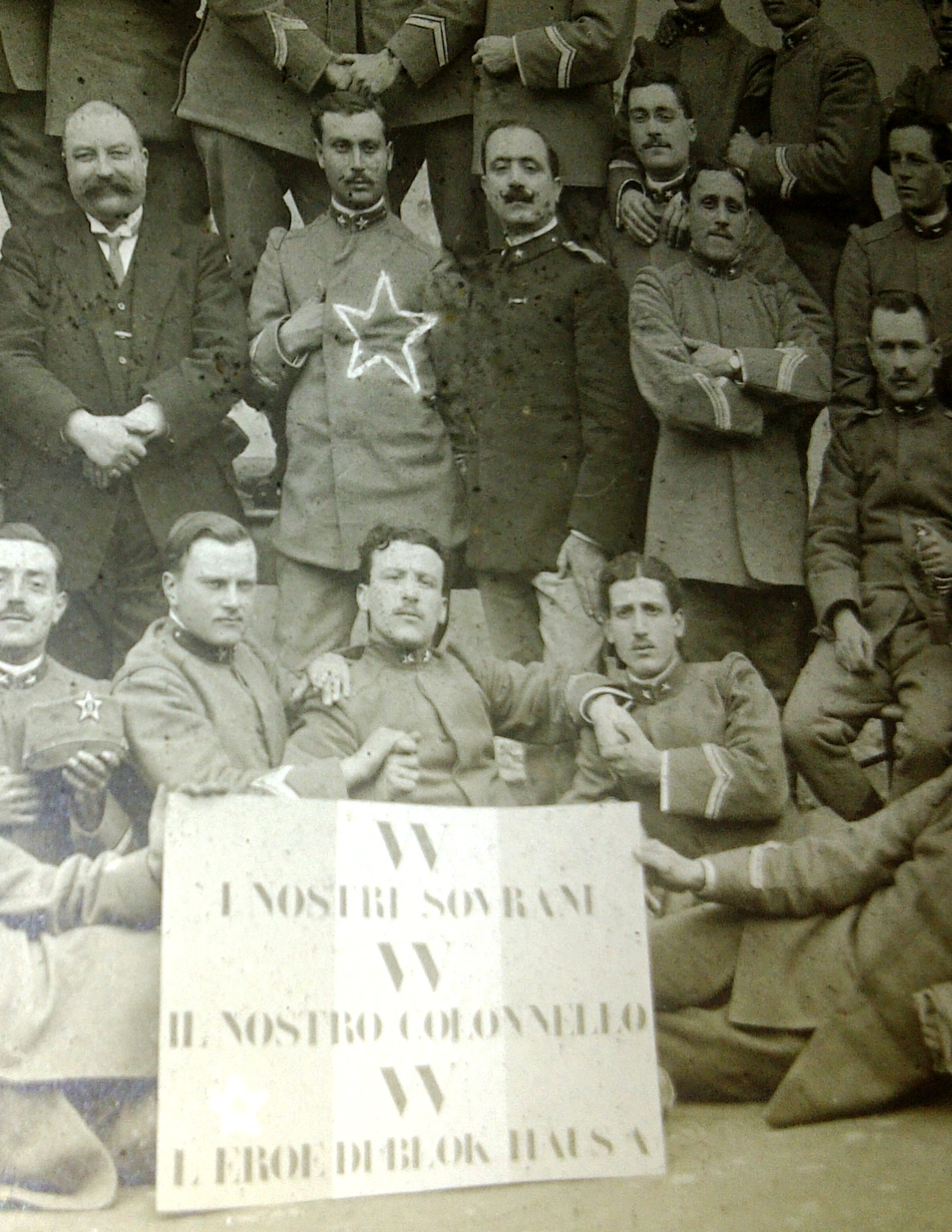
Scatto con i commilitoni al rientro dalla missione in Libia.
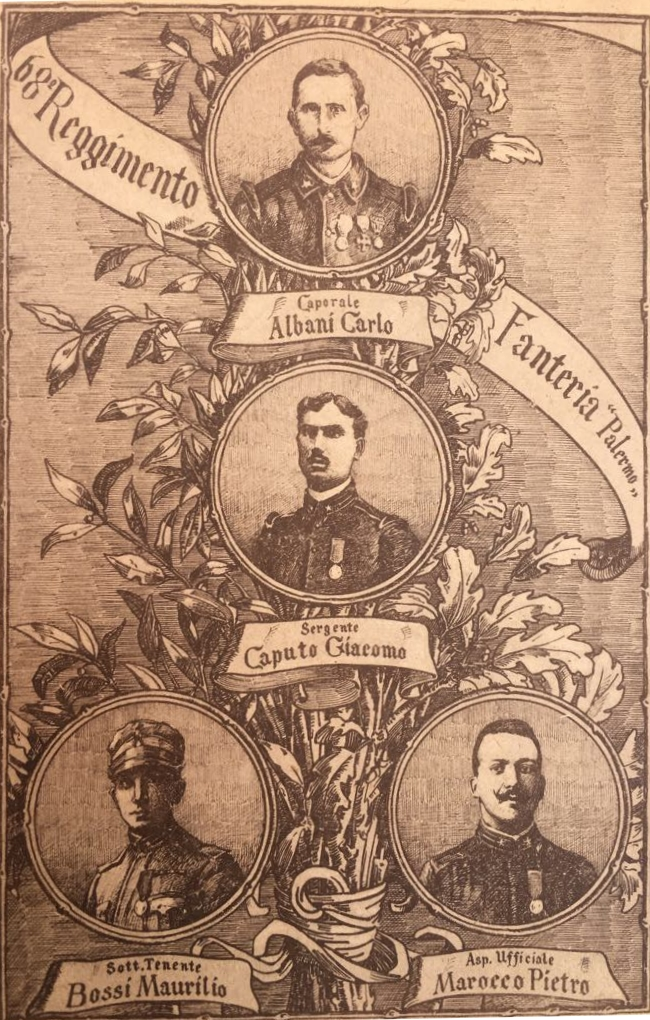
La linea di comando del 68º reggimento "Palermo".